# Нидерланды на зимних Олимпийских играх 1968
Нидерланды принимали участие в Зимних Олимпийских играх 1968 года в Гренобле (Франция) в восьмой раз за свою историю и завоевали три золотые, три серебряные и три бронзовые медали. Сборную страны представляли 4 мужчины и 5 женщин.
| Нидерланды на олимпиаде 1968 года в Гренобле | Нидерланды на олимпиаде 1968 года в Гренобле | Нидерланды на олимпиаде 1968 года в Гренобле | Нидерланды на олимпиаде 1968 года в Гренобле | Нидерланды на олимпиаде 1968 года в Гренобле |
| Медали                                       | Спортсмены                                   | Вид спорта                                   | Дисциплина                                   | Результат                                    |
| -------------------------------------------- | -------------------------------------------- | -------------------------------------------- | -------------------------------------------- | -------------------------------------------- |
| Золото                                       | Карри Гейссен                                | Конькобежный спорт                           | 1 000 метров, женщины                        | 1.32,6                                       |
| Золото                                       | Анс Шут                                      | Конькобежный спорт                           | 3 000 метров, женщины                        | 4.56,2                                       |
| Золото                                       | Корнелис Веркерк                             | Конькобежный спорт                           | 1 500 метров, мужчины                        | 2.03,4                                       |
| Серебро                                      | Карри Гейссен                                | Конькобежный спорт                           | 1 500 метров, женщины                        | 2.22,7                                       |
| Серебро                                      | Корнелис Веркерк                             | Конькобежный спорт                           | 5 000 метров, мужчины                        | 7.23,2                                       |
| Серебро                                      | Ард Шенк                                     | Конькобежный спорт                           | 1 500 метров, мужчины                        | 2.05,0                                       |
| Бронза                                       | Стиен Баас-Кайзер                            | Конькобежный спорт                           | 1 500 метров, женщины                        | 2.24,5                                       |
| Бронза                                       | Стиен Баас-Кайзер                            | Конькобежный спорт                           | 3 000 метров, женщины                        | 5.01,3                                       |
| Бронза                                       | Петер Ноттет                                 | Конькобежный спорт                           | 5 000 метров, мужчины                        | 7.25,5                                       |